# Ernst Rodenwaldt
Ernst Rodenwaldt (5 août 1878 à Berlin ; 4 juin 1965 à Ruhpolding) est un médecin allemand.

## Biographie
Il est le fils d'un professeur de lycée et le frère de Gerhart Rodenwaldt, un des archéologues les plus importants du XXe siècle. Après son Abitur obtenu au lycée de Cölln, il sert comme volontaire d'un an en 1897/98 au régiment de fusiliers de la Garde. En même temps, il commence ses études de médecine à la Pépinière de Berlin, où il passe son examen d'État le 30 janvier 1903. En 1904 il est reçu docteur en médecine à la Friedrichs-Universität Halle,. De 1909 à 1913, il travaille au Togo comme médecin colonial où il réforme l'obstétrique en même temps qu’il lutte contre la variole et la malaria. Pendant la Première Guerre mondiale, il travaille comme médecin en Asie mineure pour l'Empire ottoman, allié de l’Allemagne. Sur les théâtres de guerre où il se trouve, il peut remporter de grands succès dans sa lutte contre la malaria, la fièvre boutonneuse, le choléra et le typhus. Pendant l'hiver 1916/1917, le typhus touche la ville de Smyrne presque entière, ce qui représente pour lui un grand défi. À Jérusalem, il supervise les hôpitaux de guerre des sœurs allemandes de la Charité de Saint-Charles-Borromée et des diaconesses du Kaiserswerther. Après la guerre, il s'installe à Heidelberg en 1919 pour y faire des recherches sur la malaria. A Heidelberg, il devient membre de la Verbindung Rupertia (de). Entre 1921 et 1934, il travaille dans les Indes orientales où, après seulement un an, on le charge de lutter contre la malaria sur l'ensemble de l'archipel. En 1928, il y est nommé inspecteur du service de santé publique et, à partir de 1932, il dirige le laboratoire de santé publique de Weltevreden. Ses succès dans la lutte contre les maladies et ses nombreuses publications lui valent d’être regardé comme le plus grand expert mondial du paludisme.
De 1921 à 1934, il travaille aux Indes orientales. Le 1er mars il devient membre de l'organisation étrangère de la NSDAP à laquelle il appartient jusqu'au 25 février 1933. En 1934 il est nommé professeur titulaire d'hygiène à Kiel, en 1935 il obtient la chaire d'hygiène à Heidelberg. En 1940 il devient directeur de l'Institut de médecine tropicale et d'hygiène tropicale de l'Académie de médecine militaire, et conseiller en médecine tropicale auprès du directeur du service de santé de l'armée. Il est associé à l'évaluation scientifique des « expériences de la Wehrmacht sur l'homme». En 1943 il est nommé médecin général. Des missions le conduisent en France où dépend de lui un hôpital militaire colonial spécial, aux Pays-Bas et en Belgique, en Italie, dans les Balkans et en Afrique du Nord. Il s'intéresse aussi à la géomédecine, aux questions d'hygiène et aux liens entre la géomorphologie et le paludisme, ainsi qu'aux conséquences du métissage. En 1943/44 il porte une attention particulière aux régions contaminées par le paludisme autour de Monte Cassino. Le 31 octobre 1945 Rodenwaldt est privé de sa chaire d'hygiène pour appartenance au nazisme.
En 1948 il est chargé de cours à l'université de Heidelberg. En 1951 il est mis à la tête du laboratoire de recherche en géomédecine de l'Académie des sciences.

## Héritage
Rodenwaldt jouissait d'une grosse réputation et d'une grande estime dans la médecine tropicale allemande. Le 15 décembre 1967 on donne son nom à l'Institut de médecine militaire et d'hygiène de la Bundeswehr de Coblence, le Ernst-Rodenwaldt-Institut. Le 30 novembre précédent, l'Institut national d'hygiène de la république du Togo avait déjà reçu son nom. Le 5 août 1978 est dévoilé à Lomé un bas-relief le représentant. Le 24 mars 1998 cependant le Ernst-Rodenwaldt-Institut perd son nom et, en octobre 1998, c'est au tour du Rodenwaldt-Institut du Togo d'être rebaptisé en « Institut National d'Hygiène ».

### Sources et bibliographie
- (de) Cet article est partiellement ou en totalité issu de l’article de Wikipédia en allemand intitulé « Ernst Rodenwaldt » (voir la liste des auteurs).
- (de) Wolfgang U. Eckart: Generalarzt Ernst Rodenwaldt; in: Gerd R. Ueberschär (Hrsg.): Hitlers militärische Elite. Von den Anfängen des Regimes bis Kriegsbeginn Vol. 1, Primus Verlag, Darmstadt 1998,  (ISBN 3-89678-083-2), pages 210-222
- (de) Ernst Klee, Auschwitz, die NS-Medizin und ihre Opfer, Frankfurt am Mai 1997
- (de) Manuela Kiminus, Ernst Rodenwaldt. Leben und Werk, Heidelberg, Univ., Diss., 2002